# クネイトラ
座標: 北緯33度07分32秒 東経35度49分26秒 / 北緯33.12556度 東経35.82389度
クネイトラ（クネイトゥラ、アル・クネイティラ、Quneitra, Al Qunaytirah, Qunaitira, Kuneitra、 アラビア語: القنيطرة）は、シリア（シリア・アラブ共和国）南西部のクネイトラ県の県都で、戦争で破壊され廃墟となっている都市。レバノンおよびイスラエル国境に近い街で、ゴラン高原の谷間に位置し標高は1,010m。
クネイトラはオスマン帝国時代にダマスカスから南方へ向かう隊商路の中継地として作られ、後にはイスラエル国境に近い戦略的に重要な都市として兵営が置かれ、人口は20,000人を数えた。
2024年12月、同市はイスラエルの支配下に入った。

## 概要

### 中東戦争
1967年6月10日、「6日間戦争」（第三次中東戦争）の最終日にクネイトラはイスラエル軍に占領された。
1973年の「ヨム・キプール戦争」（第四次中東戦争）でシリア軍が一時は奪回したが、イスラエル軍の反撃により再度イスラエル軍が奪回した。
1974年6月にイスラエル軍は撤退したが、それまでにクネイトラの街並みは激しく破壊されていた。

### シリア内戦
2013年6月6日、クネイトラ近郊の国境検問所が反政府勢力の攻撃を受け、一時的に占拠された後、シリア・バース軍に奪還された。2013年7月、反政府勢力はクネイトラの軍事検問所を攻撃し、翌日には市内のシリア・バース軍の複数の陣地を攻撃した。
2014年8月、反政府勢力は検問所を占拠した。この戦闘で、国連軍縮開発部隊（UNDOF）のフィリピン人隊員1名が負傷した。これを受け、オーストリア政府は国連ミッションからの部隊撤退を発表した。
2018年7月26日、シリア・バース軍はクネイトラ市を再占領した。
2024年12月、同市はイスラエルの支配下に入った。

### 現在
現在、クネイトラの廃墟は国際連合兵力引き離し監視軍（UNDOF）の管轄するシリアとイスラエル間の兵力引き離し地帯にあり、両国の事実上の国境から程近い場所にある。
イスラエルはクネイトラを故意に破壊したことについて国際連合の非難を浴びている。
一方でイスラエルは、シリア政府がプロパガンダ利用のため故意にクネイトラを再建しないと非難している。

## 地理と人口

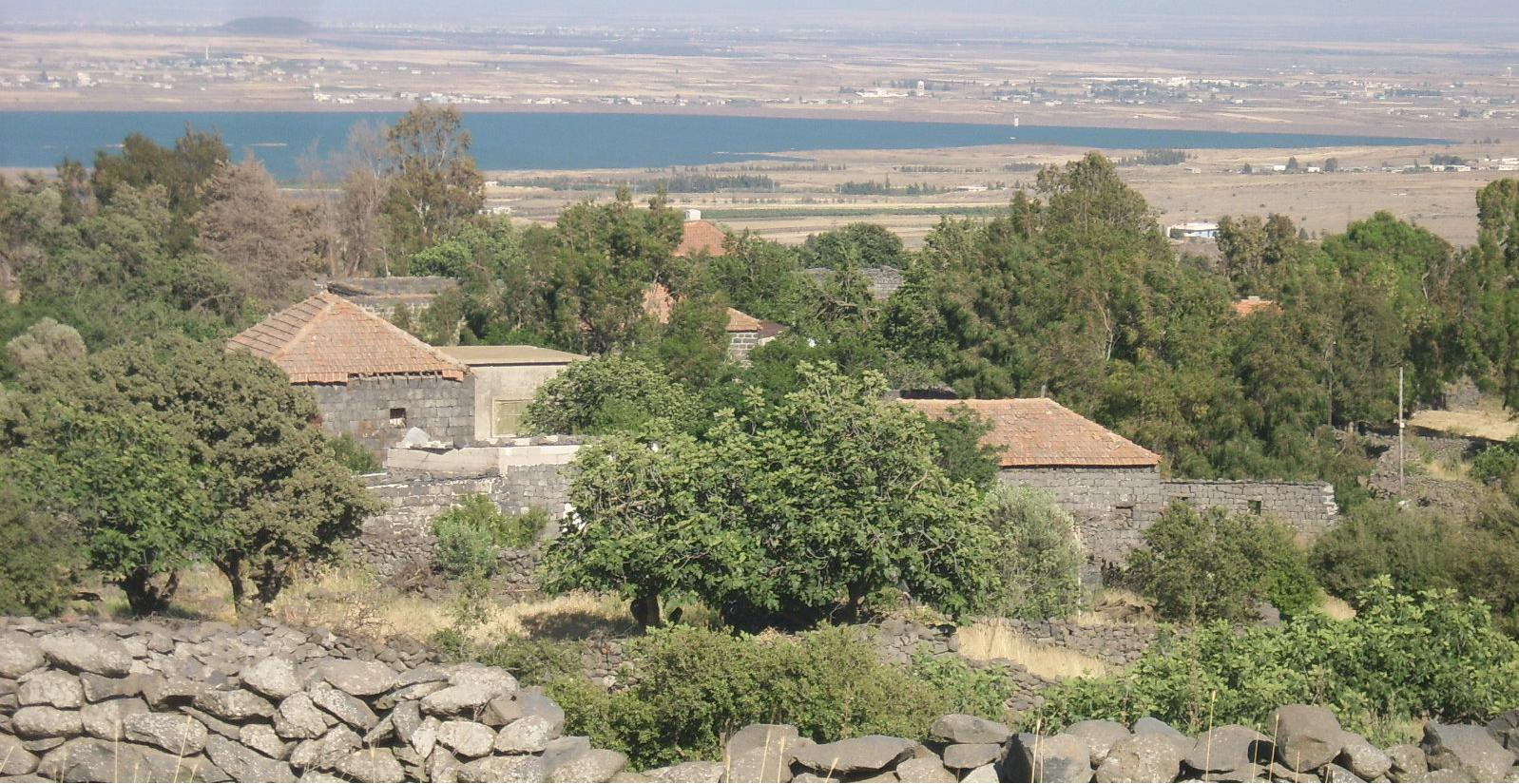
クネイトラ近郊（シリア側）のバレーカ村（Bareeqa）

クネイトラはシリア南西部のクネイトラ県の県都ということになっており、クネイトラ県はイスラエル占領下のゴラン高原を管轄していることになっている。クネイトラは、ゴラン高原のうちシリアが支配している部分にある。
クネイトラはゴラン高原の内部、標高の高い谷間に位置する。すぐ西にはゴラン高原のうちイスラエルが管轄している部分が迫り、ハル・ベンタル（Har Bental）の峰がそびえる。周囲の平地からの高さおよそ150mから200mの火口丘が多数あり、ここから古代に流れ出した溶岩流がゴラン高原の地形を形成している。またこれら古代の火口丘は、戦いの際には監視および砲撃の拠点として重要であり、特に第四次中東戦争の際は丘をめぐる争奪戦が起こっている。平和な時代には、火山性の肥沃な土壌はコムギ栽培や牧畜などの農業活動を支えてきた。
クネイトラは重要な交易路の途中にあり、歴史上のほとんどの期間は住民がいた。20世紀初頭はコーカサス地方からオスマン帝国に逃れたムスリムたちが入植していた。1946年のシリア独立時には人口は21,000人を数え、多くはアラブ人だった。1967年に放棄され、その後の破壊もあって人口のほとんどはシリア各地に散った。シリアの治安関係者が残る以外、クネイトラは今も放棄されている。

## 歴史

### 古代から近代の歴史
クネイトラ周辺は数千年に渡り人が住んでいる。近郊からはムステリアン文化（ムスティエ文化、Mousterian）の石器が発掘されるなど、旧石器時代の狩猟民や採取民が住んでいたことがうかがわれる。集落は古代ローマかビザンティン時代に遡り、ダマスカスからパレスチナ西部への道の宿場となっていた。聖パウロはエルサレムからダマスカスへの道の途中でこの付近を通ったとされる。有名な「パウロの回心」が起きた場所は、伝統的にクネイトラから北東にある小さな村コカブ（Kokab）とされてきた。
近代のクネイトラは、オスマン帝国が古代の住居の石材などを再利用して作ったキャラバンサライ（隊商宿）の周囲に発展した。20世紀までにクネイトラはゴラン高原地方の行政中心地となり、ロシア帝国に追われてコーカサスから逃げてきたムスリム難民の入植地となった。第一次世界大戦の際、1918年9月29日、オーストラリア騎兵師団などがダマスカス攻略の途上でオスマン帝国軍をこの地で破っている。また第二次世界大戦のシリア・レバノン作戦の際にも、英・印・自由フランス連合軍とヴィシー政権軍との戦いが行われた。

### アラブとイスラエルとの紛争
第二次世界大戦後、シリアがフランスから、イスラエルがイギリスからそれぞれ独立すると、クネイトラは両国国境から64km（40マイル）にある主要道路の交差点として戦略的に重要となった。市場と基地が置かれて人が集まるようになり、クネイトラの人口はアラブ人を中心に2万人を超えた。

### 第三次中東戦争

1967年のゴラン高原の戦い

クネイトラにはシリア軍の司令部が所在した。第三次中東戦争（6日間戦争）最終日の1967年6月10日、シリア軍が混乱に陥るうちにイスラエル軍はクネイトラを占領している。この日の朝、イスラエル軍が北西から進軍すると、クネイトラのシリア軍は激しい砲撃の中でダマスカスへの道を守るため街の北に展開しようとした。午前8時45分、シリアのラジオ放送は誤ってクネイトラが陥落したと報じた。シリア軍は驚き、移動中の部隊はそのままダマスカスへ向かって退却を始めた。2時間後訂正の放送がなされたが、イスラエルは混乱に乗じクネイトラを占領した。アルバート・マンドラー大佐の指揮する部隊は午後2時30分にクネイトラに入ったが、特に抵抗は無く、街は荒廃しシリア軍の装備が散らかったままだった。戦車はエンジンが動いたままで、通信装備も動いたままであった。
タイム誌は「ダマスカスのラジオは停戦を実行するよう国連に圧力をかけようとするために、エル・クネイトラが実際に占領されるよりも3時間前にクネイトラ陥落を報じたが、自軍を不利に追い込んだ。自軍の司令部が降伏したとするこの早まった報道はゴラン高原に残されたシリア軍部隊の士気を損なった」と報じている。
午後遅くに停戦が合意され、クネイトラはイスラエル占領下のままになった。1967年6月、タイム誌は「エル・クネイトラはゴーストタウンとなり、商店はシャッターを下ろし、誰もいない通りを家から家へ、隠された武器弾薬がないかイスラエル兵が捜索している。シリア軍がガリラヤ湖の向こう岸のキブツ群砲撃に使ったマジノ線のミニチュアのような要塞をイスラエル工兵が組織的に破壊するたび、丘に爆発音がこだまする」と報じた。
国連事務総長特別代表ニルス＝ゴラン・グッシング（Nils-Goran Gussing）は7月にクネイトラを訪れ、「ほとんど全ての店や家が内部に侵入され略奪されたように見える」と述べ、いくつかの建物は略奪後火をつけられていたとも述べた。イスラエルのスポークスマンたちはグッシングに、クネイトラは撤退するシリア人たちが略奪したと説明したが、国連代表はラジオの誤報から実際の陥落までの数時間では、略奪の時間としては短すぎるためありえない話だと見た。彼は「クネイトラの町に対するこの広範囲の略奪の責任の大部分はイスラエル軍にある」と結論した。

### イスラエル占領下
荒廃したクネイトラは6年間イスラエルの占領下にあった。しかしこの間（現在も）イスラエルとシリアは戦争状態にあり、シリアは1970年代初頭に何度かクネイトラを砲撃している。1970年6月、シリア軍部隊が攻撃を仕掛けたほか、1972年11月にはダマスカスの放送はシリアの砲兵が再度クネイトラを砲撃していると報じた。

### 第四次中東戦争

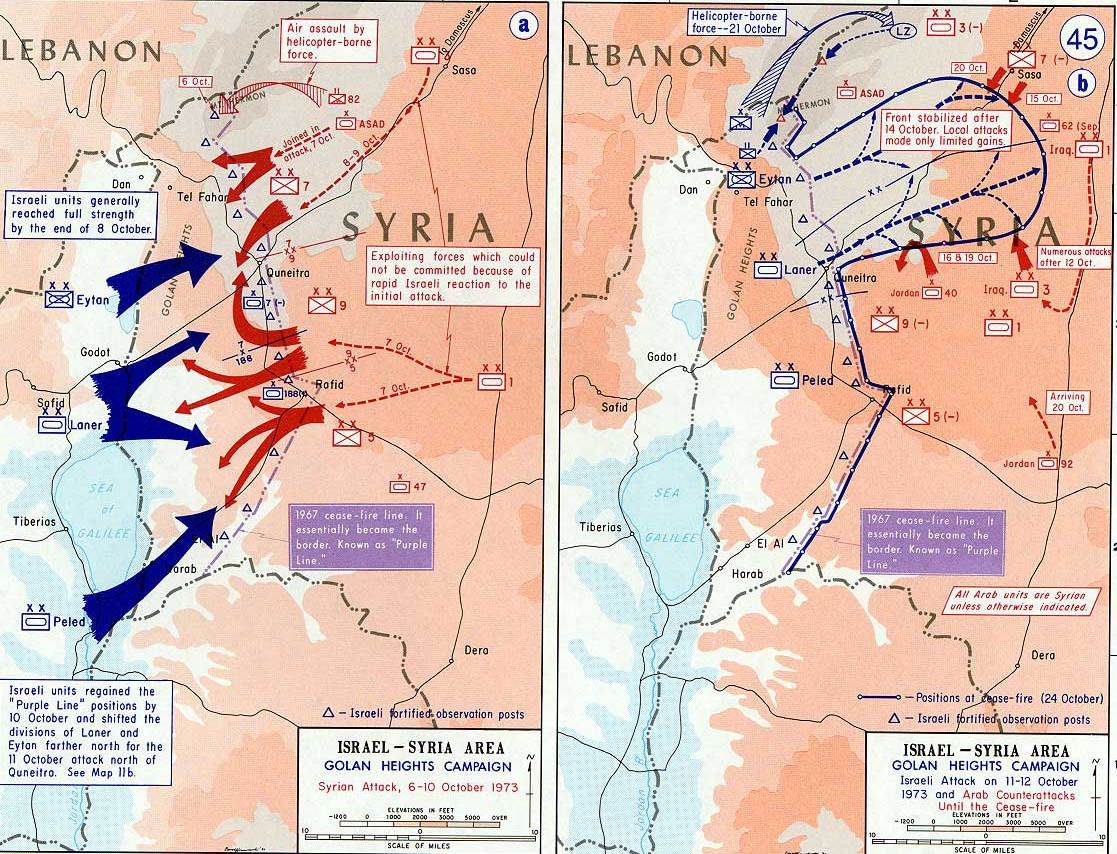
1973年のゴラン高原の戦い

1973年10月6日に勃発した第四次中東戦争（ヨム・キプール戦争）の最初の数日間、クネイトラはシリア軍が奪還したがイスラエル軍は反撃して再度奪還した。1973年10月半ばにイスラエルの反撃が始まった時点でシリア軍は長さ100km近い前線に1,000台の戦車を置いていた。イスラエルは戦車を集中させてシリア軍に突撃し、シリア軍は最初後退したものの体勢を立て直し占領地へ反撃した。クネイトラは何度も両軍の手に渡ったが、ファントムとスカイホークによるナパーム弾攻撃に支援されたイスラエル機甲部隊は最終的にシリア軍の進軍を止めて押し返した。
イスラエル軍はクネイトラを1974年6月初頭まで占領したが、アメリカ合衆国が仲介する兵力引き離し合意が1974年5月31日に調印されたことを受けてシリアの文民支配に返還された。クネイトラを明け渡すことはイスラエル国内では賛否両論で、イスラエル人入植者やリクード、国家宗教党は反対し、短期間周囲に入植地を築いていたほどだった。合意では、クネイトラの街はシリアの平和的な意図の証拠として再び居住の用に供されることを規定しており、シリアに善行のための荷物を背負わせることでイスラエルが後方へ撤退することを促進しようとしていた。6月6日に兵力引き離しは実行に移され、6月26日にはシリア大統領ハーフィズ・アル＝アサドはクネイトラに赴き街の再建と残る占領地の回復を誓約した。

### シリアの統治の回復

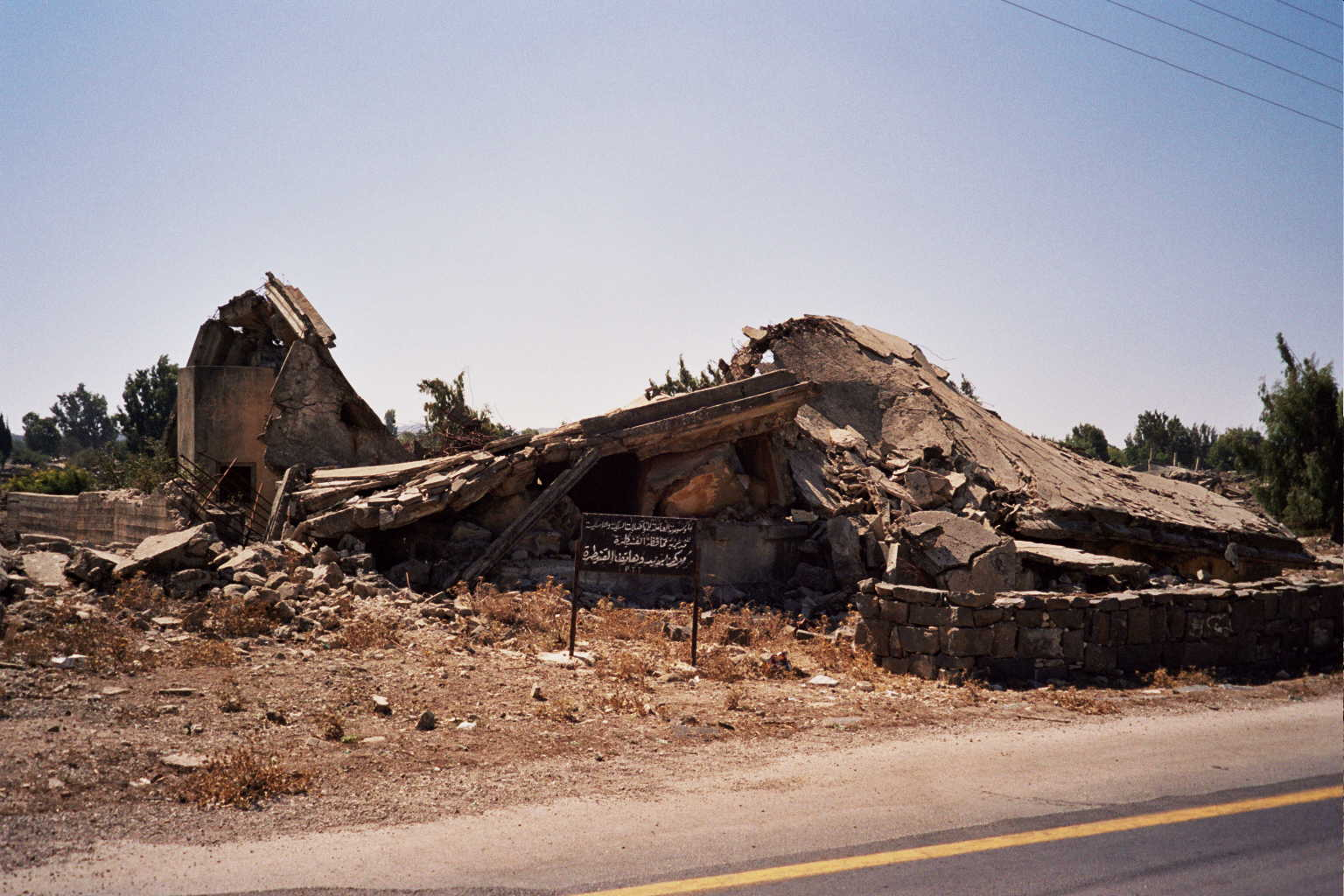
破壊されたクネイトラの建物

1974年7月はじめ、街に帰るシリア人難民に同行した西側の記者は完全に破壊されたクネイトラの廃墟を見た。タイム誌の特派員は、「建物のほとんどは、ダイナマイトで破壊されたかのように平らにひしゃげ、もしくは砲撃で穴だらけになっていた」と報告している。ル・モンド紙のシリア特派員は、タイムズ紙に寄せた記事で破壊の詳細を次のように書き記した。
「今日、街はどこにあったか見分けが付かない。屋根が地面に横たわった家は墓石のように見える。がれきの一部は、ブルドーザーの軌跡がついた新しい土で覆われている。いたるところに家具の破片、捨てられた台所用品、6月第一週の日付のヘブライ語の新聞紙が散乱している。ここには引き剥がされたマットレス、あちらには古いソファのバネ、いくつかの壁はまだ立っているがヘブライ語で書きつけが残っている。『また勝負するぞ』、『お前達はクネイトラを望む、お前達は破壊されたクネイトラを得る』」
街はイスラエル軍により組織的に破壊され、動かせるものは撤去されイスラエルの業者に売られていた。空っぽの建物はトラクターやブルドーザーで引き倒されていた。タイムズ紙の特派員は街が荒らされていた理由を推測して、「イスラエル軍のクネイトラ退去は、ダマスカスからイスラエルの捕虜達が帰り、数々の拷問を受けたという話が広まった直後だ」と述べ、シリアの捕虜虐待に対する報復を示唆している（シリアは拷問を否定している）。
イスラエルは、クネイトラの破壊のほとんどは2回の戦争と両軍による砲撃によるものだと主張した。イスラエル軍撤退前に書かれた記事のいくつかはクネイトラを「廃墟」「砲撃で傷ついた」と描写している。タイムズ紙の特派員はイスラエル軍撤退1ヶ月前の5月6日にクネイトラを見ているが、街を「廃墟になっており、7年間の戦争と放棄で荒れ果てている。まるで地震に襲われた大西部の町のようであり、もしシリア人が取り返したとしたら多大な再建の負担が掛かるだろう。ほとんど全ての建物が大きい損害を受けている」と描写していた。
これに対しイスラエル撤退前の街の状態を示す直接的な証拠は、ベテラン・ジャーナリストのピーター・スノーを含むイギリスのテレビ取材班がITNのために兵力引き離し交渉を取材した際、1974年5月12日に撮影した映像である。この取材はITNのニュース番組で報道された。タイムズの特派員エドワード・モーティマーは、「視聴者はこうして街のパノラマを見ることが出来た。街は1967年のシリア軍撤退以来ほとんど空っぽのままたたずんでおり、多くの建物が損害を受けていたが、ほとんどの建物はまだ建っていた」と述べる。これがイスラエル軍の引渡し後になると、「建っている建物はごくわずかだった。破壊された建物のほとんどは、普通の砲撃や空襲の後に見られるような輪郭がぎざぎざになった姿でも乱雑ながれきの山でもなかった。屋根が地面に横たわり建物がパンケーキのように潰れていた。私がこれまで知る限りでは、内部の壁をダイナマイトで爆破したときにしかできないような状態である」。モーティマーはこの映像が、街の破壊のうちのほとんどは5月12日以後、戦闘がクネイトラ周辺で起こっていない時期に行われたのではないかという疑念を与えるものだと結論付けている。
国連は「占領地のパレスチナ人の人権に影響を及ぼすイスラエルの慣行を調査する特別委員会」（Special Committee to Investigate Israeli Practices Affecting the Human Rights of the Population of the Occupied Territories）を組織し、イスラエル軍が撤退前にクネイトラを故意に破壊したと結論付けた。報告書の結論は国際連合総会に送られ、クネイトラの破壊を「ジュネーヴ諸条約に対する重大な違反」であり「このような行為に対しイスラエルを非難する」と述べるこの報告書は賛成93、反対8（棄権74）で1974年11月29日に採択された。国際連合人権委員会もクネイトラの破壊に対する非難を、賛成22、反対1（アメリカ合衆国）、棄権9で1975年2月22日に採択した。

## クネイトラの現状

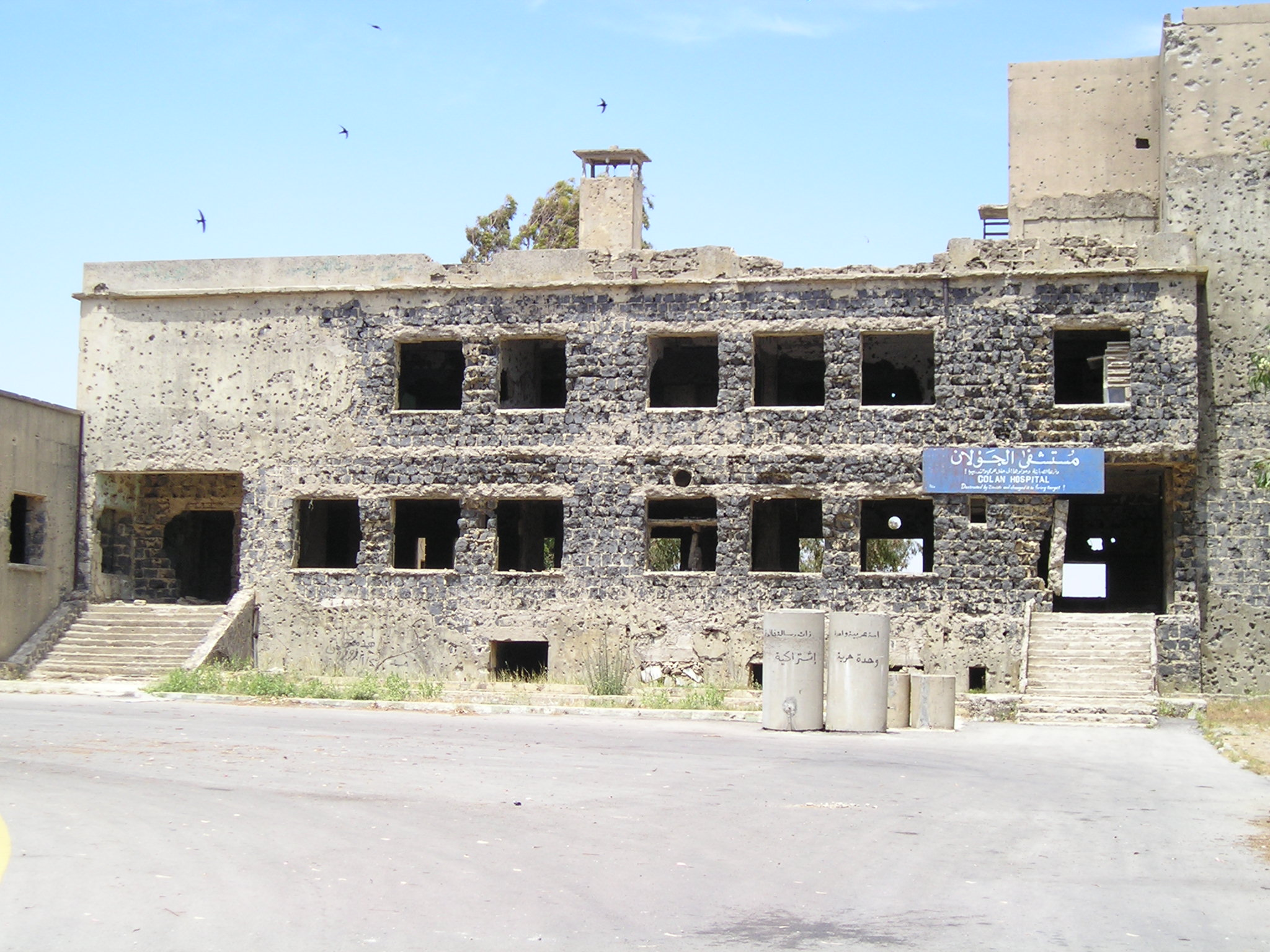
クネイトラの病院跡。シリア側が「ゴラン病院。シオニストに破壊され銃撃の対象になった」と書いた看板を掲げている

クネイトラはまだ再建されていない。シリア政府は廃墟をその場に保存し、その破壊を記念する博物館を建てている。多くの建物の廃墟の前に看板が設置され、これら廃墟はイスラエル軍撤退時のままの状態に保たれている。街の以前の住民はクネイトラに戻らず、シリアはこの地域への居住を阻止している。旅行ガイド「Rough Guides」シリア版はクネイトラを次のように紹介している。「クネイトラ郊外の平らになった家々が見える瞬間は非常にドラマチックである。多くの無傷の屋根ががれきの上に載っており、建物が内破したような印象を与える」。
クネイトラはシリアを訪れる海外のVIPたちの訪問地となっている。ソビエト連邦の首相アレクセイ・コスイギンは1976年6月に、ローマ教皇ヨハネ・パウロ2世は2001年5月に訪問した。街の住民は数家族とごくわずかで、ゴラン高原を警戒する国連部隊に対するサービスを提供して暮らしている。タイムズによれば、「注意深く保存された廃墟は、シリアの一世代の巡礼地となっている」。
クネイトラを観光客が訪れることも可能だが、許可が必要であり、軍の案内人が観光客の監督につく。標準的なツアーではクネイトラの病院跡、モスク跡、正教会跡などを回る。市の中心にある古いキャラバンサライの建物を使った「解放されたクネイトラ博物館」では、古代から中世の遺物を展示している。市の西端はイスラエル管理地域との間の無人地帯が始まる場所である。この境界は閉鎖されており、クネイトラからイスラエル側へ出ることはできない。